# Thiepaan
Thiepaan is een heterocyclische verbinding met als brutoformule C6H12S. Het is een cyclische thio-ether, bestaande uit zes koolstofatomen en een zwavelatoom.

## Synthese
Thiepaan kan bereid worden uit een cyclisatie van 1,6-dibroomhexaan met natriumsulfide:
{\displaystyle \mathrm {Br{-}(CH_{2})_{6}{-}Br\ +\ Na_{2}S\ \longrightarrow \ C_{6}H_{12}S\ +\ 2\ NaBr} }
Een alternatief is de reactie tussen 1,6-di-joodhexaan met kaliumsulfide:
{\displaystyle \mathrm {I{-}(CH_{2})_{6}{-}I\ +\ K_{2}S\ \longrightarrow \ C_{6}H_{12}S\ +\ 2\ KI} }

## Reacties
Reactie met thiepaan vinden hoofdzakelijk plaats aan het zwavelatoom of aan het α-koolstofatoom. Zo kan het met kaliumpermanganaat tot sulfonen geoxideerd worden en met waterstofperoxide tot sulfoxiden.
Op het α-koolstofatoom kunnen substituenten ingevoerd worden. Hiertoe wordt eerst een chlooratoom ingevoerd met behulp van N-chloorsuccinimide (NCS), waarna een nucleofiel (zoals een Grignard-reagens) via een SN2-reactie het chlooratoom kan vervangen: